# Ivy Benson
Ivy Benson (* 11. November 1913 in Holbeck, Yorkshire; † 6. Mai 1993 in Clacton-on-Sea) war eine britische Bandleaderin, bekannt für die Gründung einer Frauen-Bigband in der Swing-Ära (Ivy Benson and her All Girl Band). Sie spielte Klavier, elektrische Orgel, Klarinette, Saxophon und weitere Instrumente.

## Leben
Benson war die Tochter eines Musikers und lernte früh Klavier. Schon mit acht Jahren trat sie in Clubs als Baby Benson auf und mit neun Jahren in der Children´s Hour des Radiosenders BBC. Nachdem sie Benny Goodman auf Schallplatte gehört hatte, wollte sie Jazzmusikerin werden, verließ mit vierzehn Jahren die Schule. Sie lernte Klarinette und Saxophon, wobei sie ihr erstes eigenes Saxophon mit Arbeit in einer Fabrik in Leeds und Engagements in Tanzbands verdiente. 1929 bis 1935 spielte sie bei Edna Croudson´s Rhythm Girls und danach unter anderem bei Teddy Joyce and the Girlfriends, bevor sie Ende der 1930er Jahre nach London zog und 1939 ihre eigene Band gründete (zuerst als Ivy Benson and her Rhythm Girls). Sie spielte in Revuen und im Convent Garden. 1943 wurde ihre Band vermittelt durch Jack Hylton die Hausband bei der BBC; als Ivy Benson's All Ladies Orchestra wurde sie im Spielfilm The Dummy Talks mit Jack Warner und Claude Hulbert präsentiert. 1944 spielten sie sechs Monate im Londoner Palladium und 1945 bei den alliierten Siegesfeiern in Berlin und danach in der Truppentreuung in Europa und dem Nahen Osten. Mit dieser Formation war sie zwischen 1947 und 1949 an drei Aufnahmesessions beteiligt.
Obgleich Benson als Frau die Mitgliedschaft in der British Bandleaders Association verwehrt wurde, leitete sie die Band bis in die frühen 1980er Jahre jeweils mit dem Zeitgeschmack angepassten Repertoire. 1950 war sie an dem Musikfilm A Ray of Sunshine beteiligt, zweimal trat sie 1957 in der Fernseh-Serie The Music Box auf. 1963 gründete sich eine Beatband, The Beat Chics, aus dem Stamm ihrer Musikerinnen. Ab 1975 hießen sie Ivy Benson and her Showband, nachdem neue Gesetze Nur-Frauenbands verboten. 1982 lösten sie sich auf mit einer letzten Vorstellung im Savoy Hotel.
Ihre Band hatte zunächst eine starke Fluktuation, teilweise bedingt dadurch, dass viele ihrer Musikerinnen mit Soldaten durchbrannten; langjährige Solistinnen waren Gracie Cole und Lena Kidd, die in den 1950er Jahren eigene Frauenbands gründeten. Auch spätere Mitglieder ihres Ensembles wie Deirdre Cartwright, Chrissy Lee oder Annie Whitehead gründeten Frauenbands.
Benson war zweimal verheiratet, zuerst mit dem Theateragenten Caryll Stafford Clark (1949 bis 1951) und 1957 bis 1964 mit einem Sergeant der US Air Force, den sie auf ihren Sommerengagements auf der Insel Man kennenlernte. Sie spielte dort häufig in den Villa Marine Gardens vor bis zu 6000 Zuhörern. Auch im Ruhestand unterhielt sie weiterhin musikalisch die Feriengäste an der Küste.